# Lerkendal-Stadion
Das Lerkendal-Stadion (deutsch Lärchental-Stadion) ist das Fußballstadion des Fußballvereins Rosenborg Trondheim und ist nach dem Ullevaal-Stadion in Oslo das zweitgrößte Fußballstadion in Norwegen. Die Spielstätte bietet gegenwärtig 21.405 Sitzplätze. Die Sportstätte wurde von mehreren Sportvereinen der Stadt Trondheim genutzt.

## Geschichte
Geplant wurde der Bau des Stadions bereits 1933, aber erst nach dem Zweiten Weltkrieg im Jahr 1947 wurde das Stadion erbaut und noch am 10. August 1947 eröffnet. Zwischen 1961 und 1963 Jahren wurde das Stadion renoviert und 1968 mit einer Flutlichtanlage ausgestattet.
Das Stadion wurde 1995/96 abgerissen und ein modernes Stadion für weniger Zuschauer, aber mit V.I.P.-Logen mit 1.338 Plätzen und ausschließlich mit Sitzplätzen gebaut. Zwischen 2000 und 2002 wurde das Stadion zu einem reinen Fußballstadion umgebaut und drei der vier Tribünen erneuert und erweitert. Bis dahin wurde das Stadion auch von den Trondheimer Leichtathleten genutzt.
Im Oktober 1985 wurde beim Spiel von Rosenborg Trondheim gegen Lillestrøm SK mit 28.569 Zuschauern ein Besucherrekord aufgestellt.
Die UEFA wählte das Stadion für die Austragung des UEFA Super Cup 2016 aus.

## Galerie

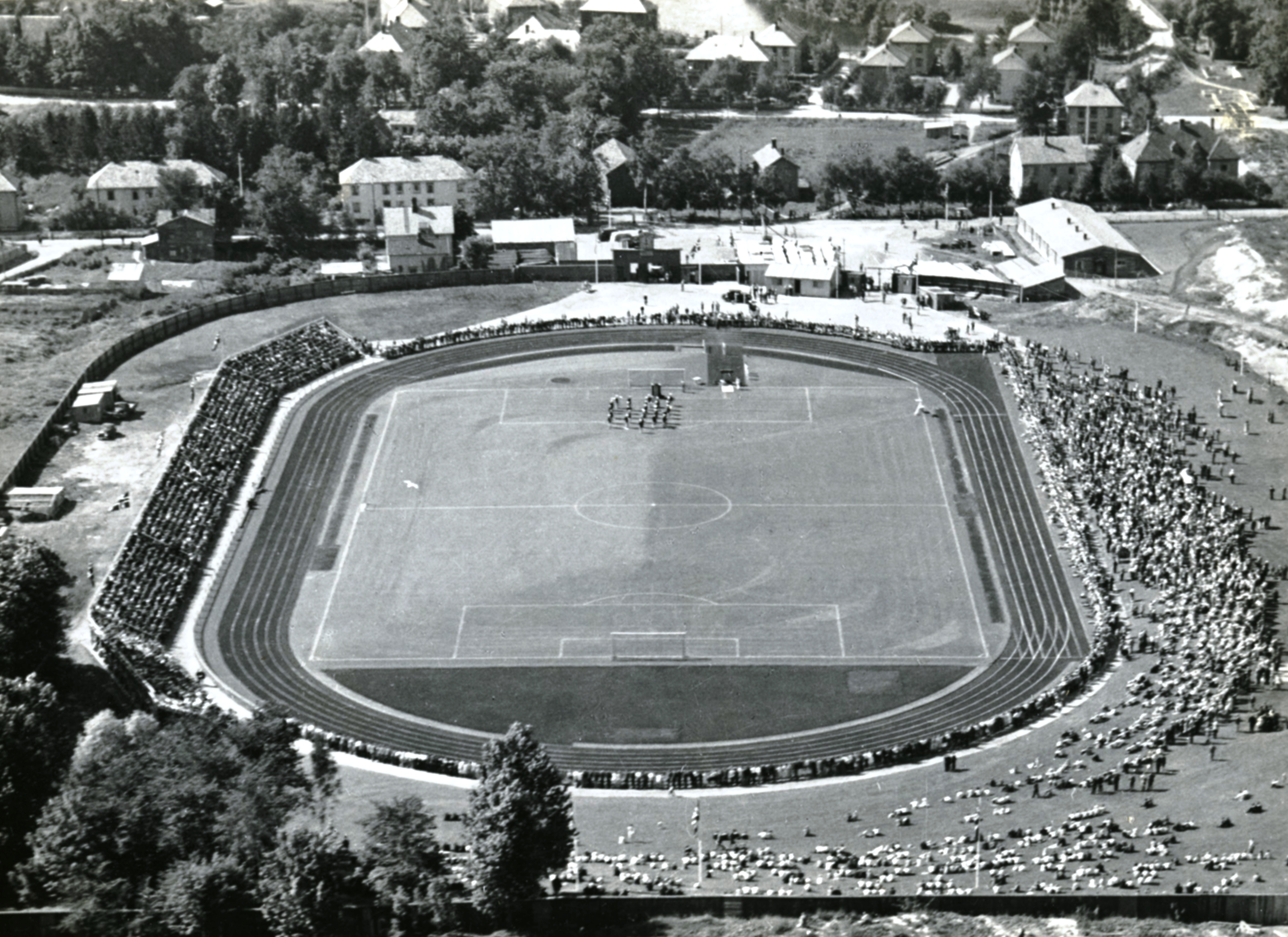
Lerkendal-Stadion 1947
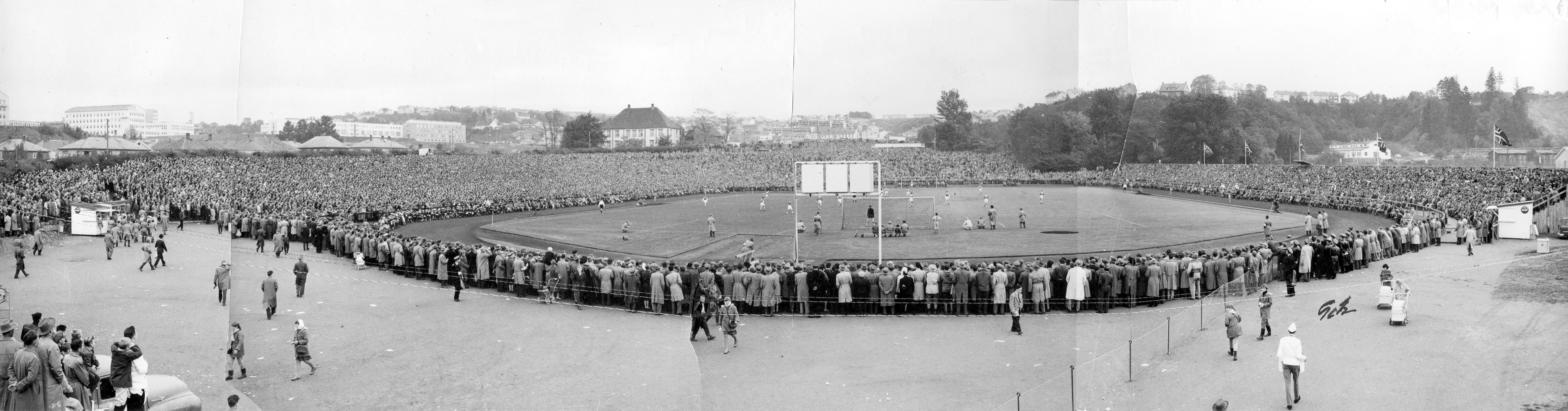
Viertelfinale im norwegischen Pokal 1959 zwischen SPK Nessegutten und Viking Stavanger (0:4) vor 25.045 Zuschauern.
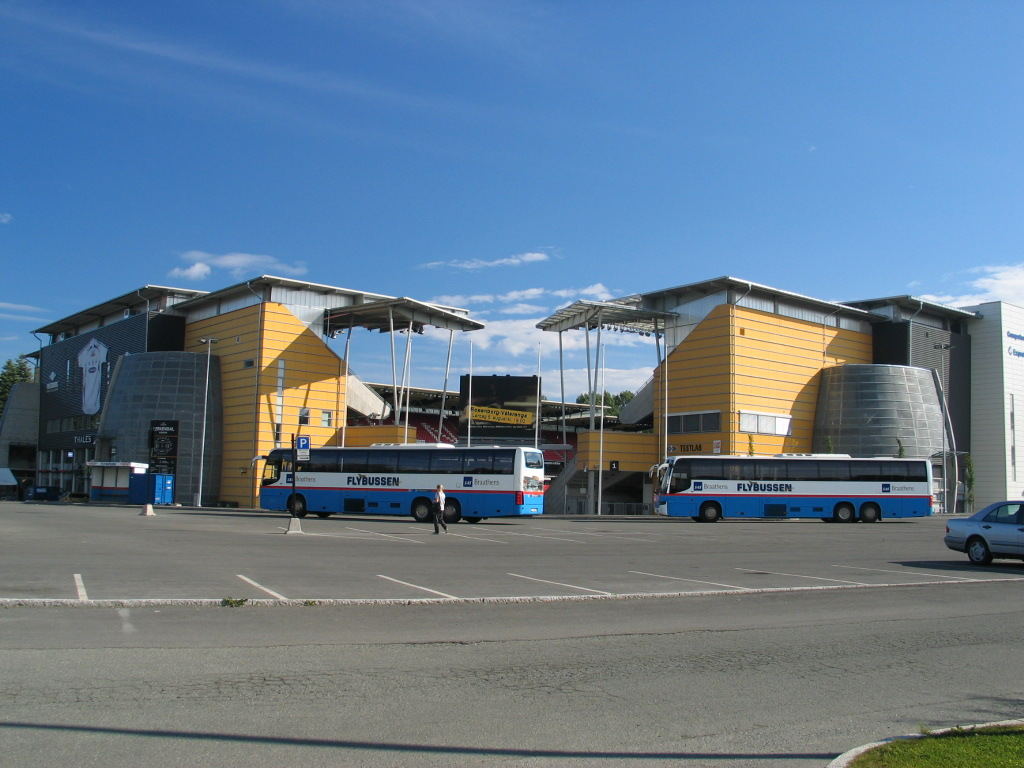
Außenansicht
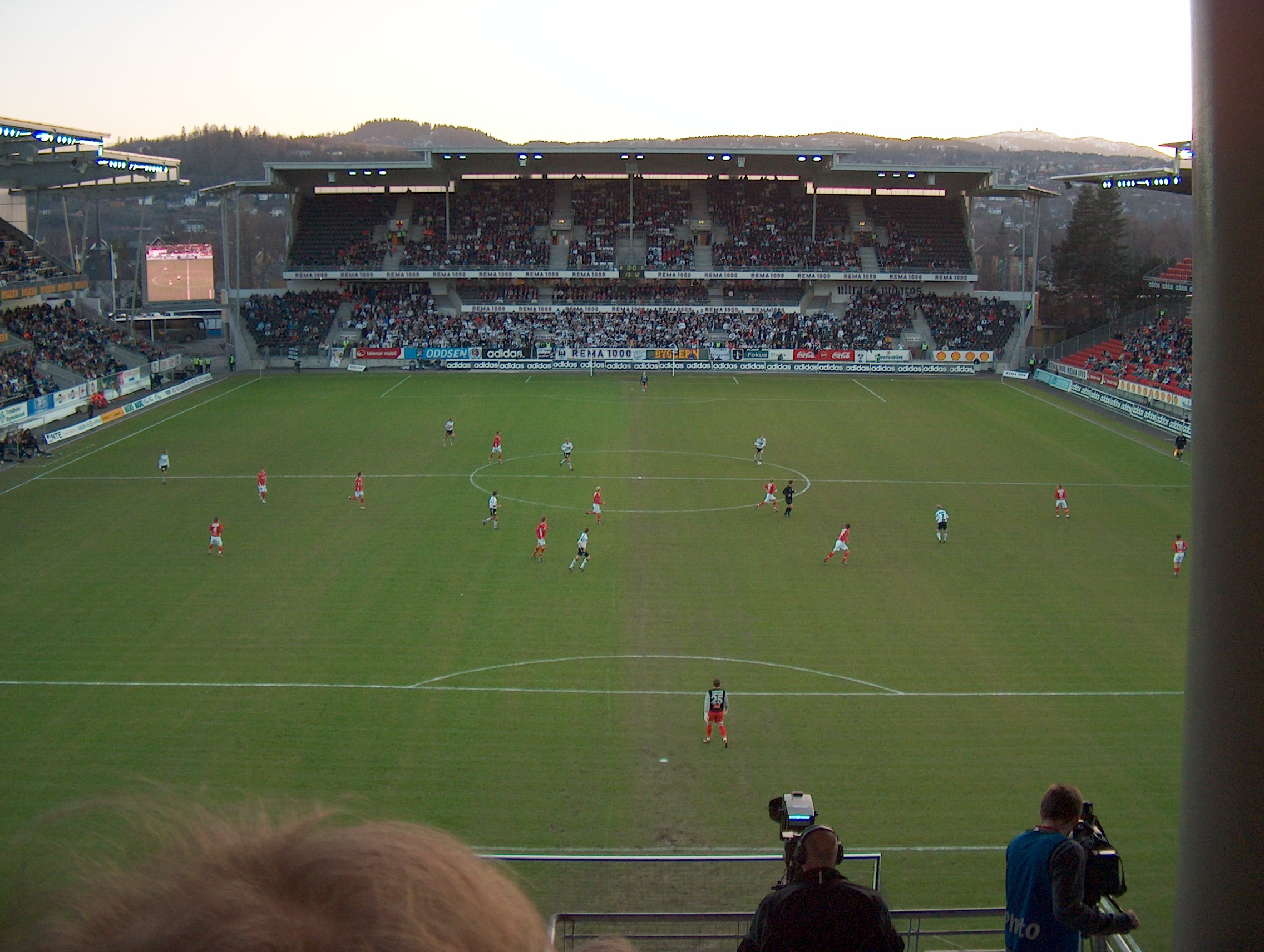
Innenansicht